# Sepsina tetradactyla
Espèce
Synonymes
- Sepsina hemptinnei De Witte, 1933

Sepsina tetradactyla est une espèce de sauriens de la famille des Scincidae.

## Répartition
Cette espèce se rencontre en Tanzanie, au Malawi, en Zambie et dans le sud de la République démocratique du Congo.

## Liste des sous-espèces
Selon The Reptile Database (5 décembre 2012) :
- Sepsina tetradactyla tetradactyla Peters, 1874
- Sepsina tetradactyla hemptinnei De Witte, 1933

## Publications originales
- De Witte,  1933 : Description de Reptiles nouveaux provenant du Katanga (1930-31). Revue de zoologie et de botanique africaines, Bruxelles, vol. 23, no 2, p. 185-192
- Peters, 1874 : Über einige neue Reptilien (Lacerta, Eremias, Diploglossus, Euprepes, Lygosoma, Sepsina, Ablepharus, Simotes, Onychocephalus). Monatsberichte der Königlich preussischen Akademie der Wissenschaften zu Berlin, vol. 1874, p. 368-377 (texte intégral).